# シュウメイギク
シュウメイギク（秋明菊、学名：Anemone hupehensis var. japonica）とは、キンポウゲ科の植物の一種。別名、キブネギク（貴船菊）。名前にキクが付くが、キクの仲間ではなくアネモネの仲間である。

## 概要
中国から古い時代に入ってきた帰化植物である。文献上では「花壇綱目」に「秋明菊」の名前で記載が成れていて、日本に定着していたことが窺える。
中国では明代末の「本草綱目」には記載はなく「三才図会」に「秋牡丹」の名前で記載されるようになる。「秋牡丹」の呼称は貝原益軒も「大和本草」で使用している。以後日本の園芸書には「秋明菊」「秋牡丹」で紹介されることが多くなり、「しめ菊」「紫衣菊」「加賀菊」「越前菊」「貴船菊」「唐菊」「高麗菊」「秋芍薬」などの多様な別名で呼ばれることになった。
花色は赤紫色であるが、近年、他種との交配品種が市販されるようになり、弁数が少ない品種や白色の品種が多く栽培されて名称の混乱が見られる。
近縁のアネモネなどと同様、プロトアネモニンを含み有毒。乳液に触れるとかぶれを引き起こす。。

## 生態
多年草で開花期は秋、高く伸びた花茎の上に大柄な花をつける。花は多数の赤紫色の花弁状の萼片が目立ち、本物の花弁はない。中央には黄色の雄蕊が多数ある。

## ギャラリー

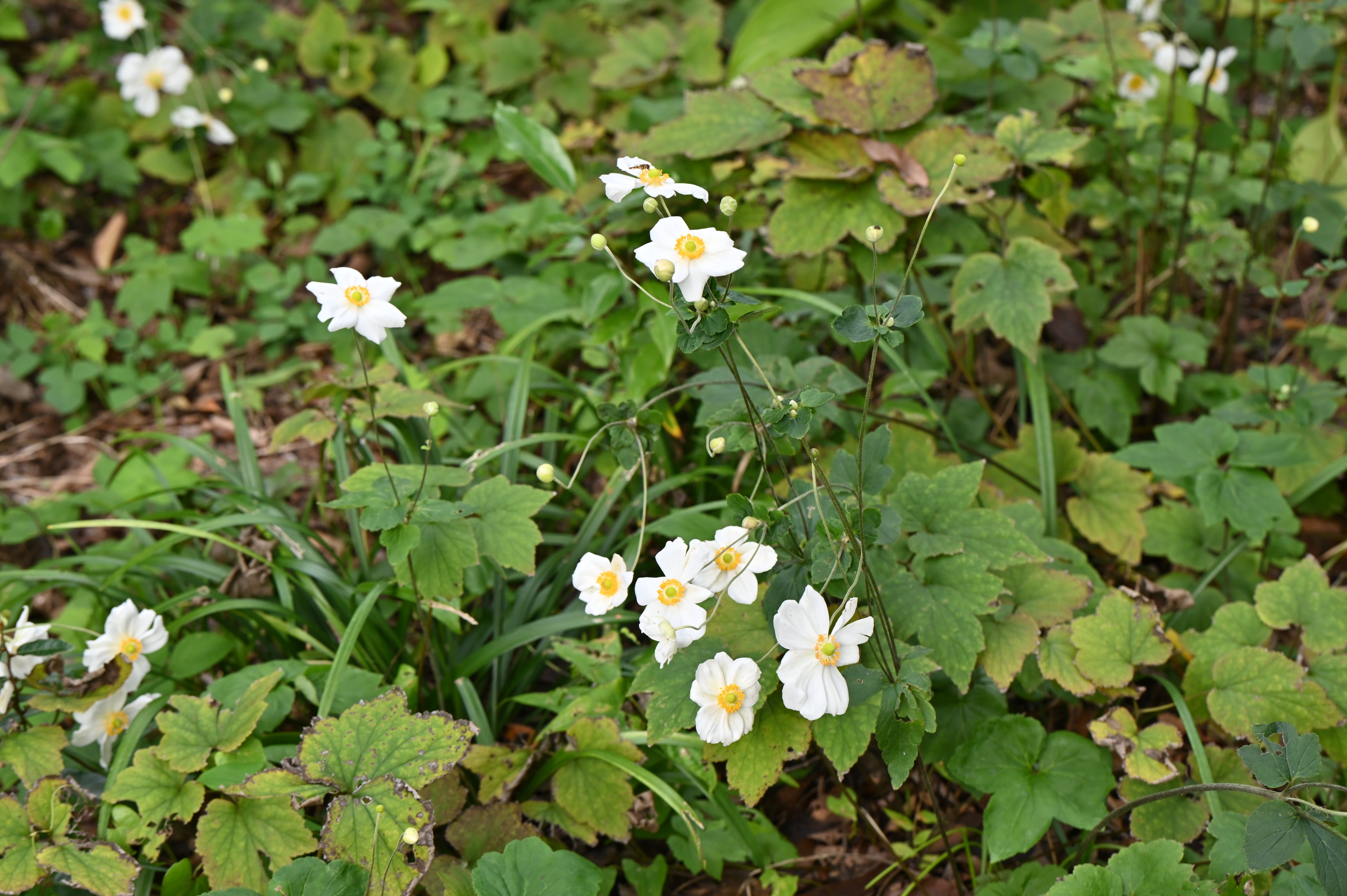
白花個体
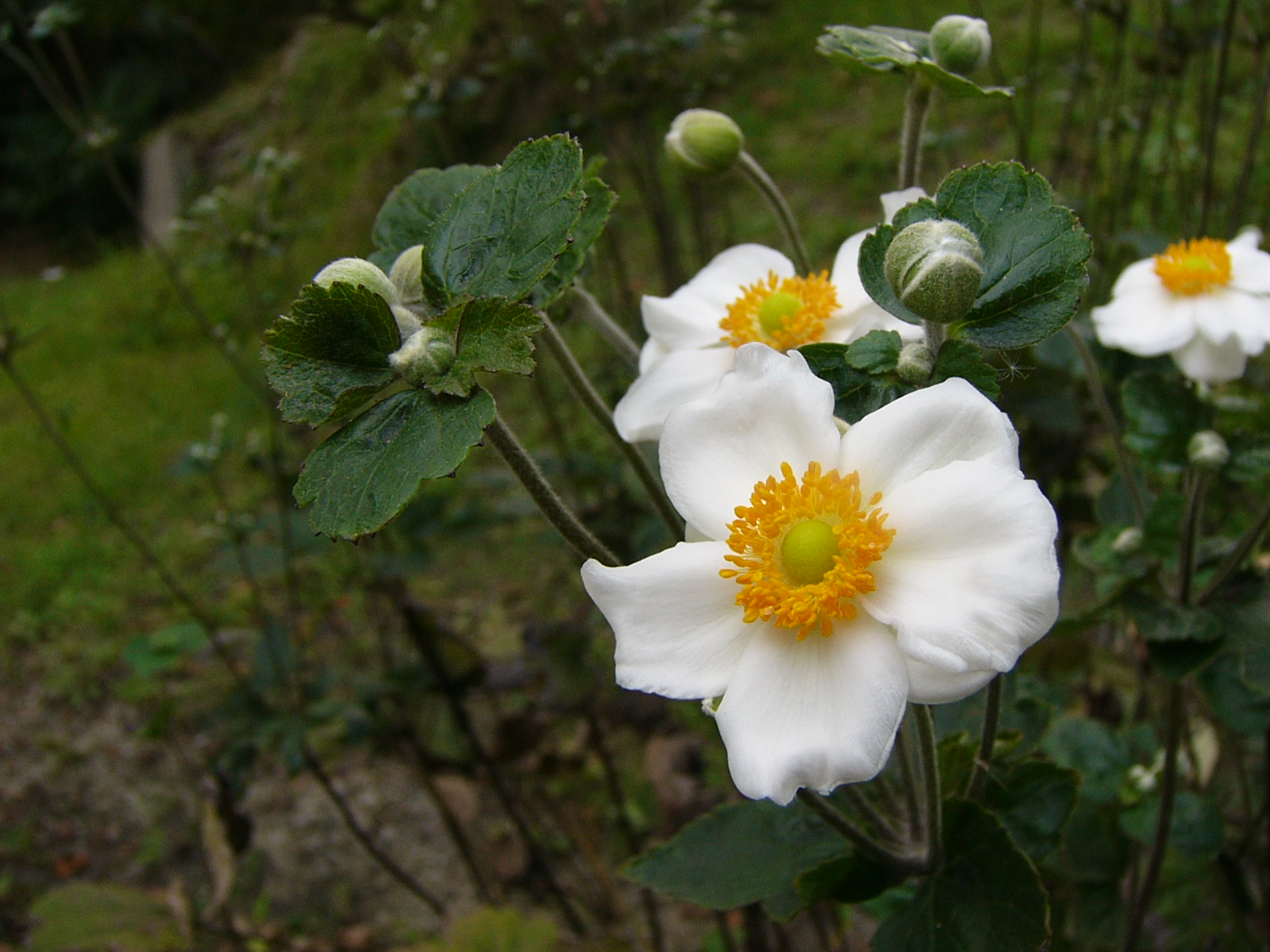
白花